# Tapas (Film)
Tapas ist ein spanischer Film aus dem Jahre 2005, der komödienhaft Geschichten aus dem Leben „kleiner Leute“ rund um eine Tapas-Bar in einem Vorortviertel Barcelonas erzählt.

## Handlung
Manolos Tapas-Bar ist vom Chaos bedroht: Seine Frau hat den Choleriker verlassen und jetzt steht niemand mehr in der Küche. Als Ersatz fängt der Chinese Mao bei ihm an, der Pfannenwenden wie eine Kampfkunst zelebriert. Damit niemand von Manolos Schmach erfährt, muss Mao ständig in der Küche bleiben und sich mit dem Namen seiner Frau rufen lassen. Nur der Prostituierten, mit der er schon seit Jahren verkehrt, klagt Manolo sein Leid und sie rät ihm, seine Frau zu suchen. Er meint aber, er könne doch die Bar nicht schließen, zumal eine große Geburtstagsfeier anstehe.
Die Freunde Opo und César, zwei Hilfskräfte im Supermarkt, freuen sich auf Césars Geburtstagsfeier und auf reichlich Damenbekanntschaften in den anschließenden Sommerferien. Zumindest Opo prahlt hier gerne, dafür macht der stillere César die Bekanntschaft der Gemüsefrau Raquel. Sie beginnen eine kurze heiße Affäre, obwohl sie seit einem Jahr eine Internet-Beziehung zu einem Argentinier führt.
Währenddessen besorgt Opo für die Geburtstagsfeier schon einmal Drogen – bei Doña Conchi, die sich mit diesem Handel in Lolos Bar die Rente aufbessert. Sie sorgt auch dafür, dass ihr Mann nach seiner Lungenkrebsdiagnose seine letzten Tage besonders angenehm verlebt.
Seit Mao in der Küche steht, ist diese blitzblank und das Essen schmeckt der Kundschaft besser. Dies ist kein Wunder, denn Mao war in China ein Spitzenkoch und lässt sich in der Tapas-Bar von Ferran Adrià inspirieren. Das Geburtstagsmenü für César wird ein Erfolg, ohne Manolos Budget zu sprengen. Wermutstropfen für César ist allerdings, dass Raquel Schluss macht und bei ihrem Argentinier bleibt, der tags darauf erscheint.
Manolo verliert langsam seine Skepsis gegenüber Mao. Nachdem dieser ihm verrät, dass er der Liebe wegen nach Barcelona gekommen sei („Liebe ist wie eine Pflanze. Wenn man nicht täglich gießt, vertrocknet sie“), überlässt Manolo ihm die Führung der Bar, während er sich auf die Suche nach seiner Frau macht.

## Auszeichnungen
- Bester Film (goldener Biznaga) sowie Publikumspreis beim Filmfestival Málaga 2005
- Bestes Drehbuch beim Montréal Welt-Film-Festival 2005 (dort auch nominiert als für den Grand Prix des Amériques (Filmpreis))
- Nominiert als bester Katalanischer Film bei den Butaca Awards 2005
- Bestes Erstlingswerk bei den San Jordi Awards 2006
- Aurora beim Tromsø Internasjonale Filmfestival 2006

Hinzu kommen noch Auszeichnungen und Nominierungen für Darsteller, namentlich für Ángel de Andrés López und mehrere Elvira Mínguez.